# Маркировка
Маркировка (от нем. markieren, от фр. marquer, англ. mark — отмечать, ставить знак) — нанесение условных знаков, букв, цифр, графических знаков или надписей на объект с целью его дальнейшей идентификации (узнавания), указания его свойств и характеристик.

## Промышленная маркировка
Отображает различные характеристики и особенности товаров, место и время их производства, соответствие товаров стандартам качества, различную информацию о производителе, например, его награды или привилегии.
- Марка производственная — информация о изготовителе, сорте товара, ГОСТе.
- Знак качества — маркировка товаров, прошедших проверку на соответствие стандартам качества. Наличие такой маркировки значительно повышает уважение к товару.
- Маркировка угля
- Маркировка боеприпасов — обозначение основных характеристик и правил обращения с боеприпасами.
- Маркировка резьбовых соединений — отметка на границе сопрягаемых деталей, при затяжке болта, гайки или шпильки.
- Маркировка бумаги
- Маркировка киноплёнки
- Маркировка процессоров фирмы Intel
- Маркировка продуктов питания

Маркировка отображает и страну происхождения товара:
- Made in EU — сделано в Европейском союзе.
- Made in USA — сделано в США.
- Made in Germany — сделано в Германии.
- Swiss Made — сделано в Швейцарии.
- Made in China — сделано в Китае.
- Made in Russia — «Сделано в России». Впервые маркировка появилась на изделиях фарфоровой фабрики «Братьевъ Корниловыхъ» из Санкт-Петербурга, которые были предназначены для демонстрации на Всемирной выставке 1893 года в Чикаго.

Маркировка ГМО продуктов нанесение условных знаков на продукцию ГМО продуктов, с целью предупреждения потребителя и иденфикации разряда.

## Прикладная маркировка
- Транспортная маркировка (маркировка грузов) — обозначение на упаковке ограничений и правил обращения с грузом при его транспортировке.
- Маркировка символами по уходу за текстильными изделиями — обозначение правил обращения с изделиями из ткани.
- Окраска и маркировка баллонов с газами
- Маркировка (биологическая) — маркировка клеток для проведения исследований.
- Маркировка сельскохозяйственных животных — норма в законе «О ветеринарии», согласно которой все с/х животные должны пройти регистрацию с 1 сентября 2024 года по 1 сентября 2029 года.
- Противоугонная маркировка — маркировка автомобилей для предотвращения угонов.
- Туристская маркировка — специальная система обозначений постоянных туристских маршрутов.
- Паломническая маркировка — специальная система обозначений на постоянных паломнических (религиозных) маршрутах.
- Маркировка сайтов в поисковой системе в Интернете — совместное маркирование Банком России и компанией Яндекс в поисковой выдаче системе Яндекс сайтов финансовых организаций (кредитных организаций, микрофинансовых организаций и субъектов страхового дела), сведения о которых размещаются в общем доступе в соответствующих разделах сайта Банка России.[2][3] Банк России и Яндекс также в дальнейшем планируют распространить проект по маркировке и на другие сегменты финансового рынка, в которых взаимодействие между потребителями услуг и поставщиками чаще происходит через интернет.[4]

## Правила маркировки
Правила маркировки задаются специальными ГОСТами, например ГОСТ 19433.